# Facteur mitogène
On appelle facteur mitogène un facteur extra-cellulaire qui agit par fixation d'un ligand sur son récepteur spécifique au niveau de la membrane cellulaire, cela va induire une cascade de signaux intracellulaires dont la finalité sera la transduction du signal au niveau du noyau. Il y a donc conversion du signal exogène apporté par le facteur mitogène en signal endogène à l'origine de la traduction d'une protéine appelée facteur de transcription.
On peut citer différents exemples de facteurs mitogènes : 
- Les cytokines inductrices (libérées par les macrophages et PN Neutrophiles entraînant une vasodilatation et augmentant l’afflux sanguin induisant rougeur et chaleur). 
- Certaines protéines de la matrice extra-cellulaire. 
- Certaines hormones (exemple de l’EPO). 
- Certains facteurs de croissance en sont eux aussi (exemple de l’EGF qui est également une hormone, avec les récepteurs à l’EGF très présent au sein de cellules cancéreuses / tumorales  ). 